# Ancistrotus uncinatus
Ancistrotus uncinatus là một loài bọ cánh cứng trong họ Cerambycidae.